# Barbula leucobasis
Barbula leucobasis är en bladmossart som beskrevs av Dixon in Dixon och Greenwood 1930. Barbula leucobasis ingår i släktet neonmossor, och familjen Pottiaceae. Inga underarter finns listade i Catalogue of Life.